# Allmän guldstekel
Allmän  guldstekel (Chrysis ignita (coll.)) är en stekelart som beskrevs av Carl von Linné 1761. Chrysis ignita (coll.) ingår i släktet Chrysis, och familjen guldsteklar. Arten är reproducerande i Sverige.

## Bildgalleri

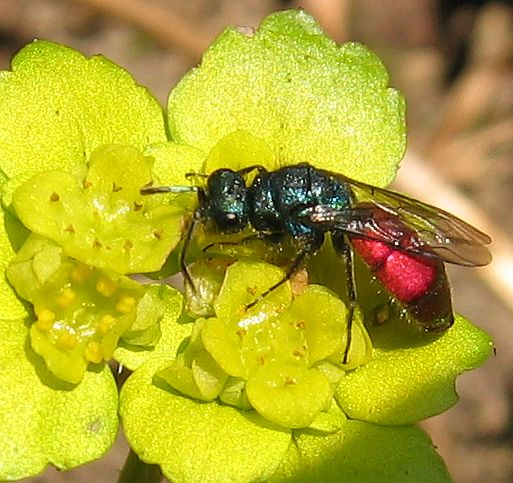
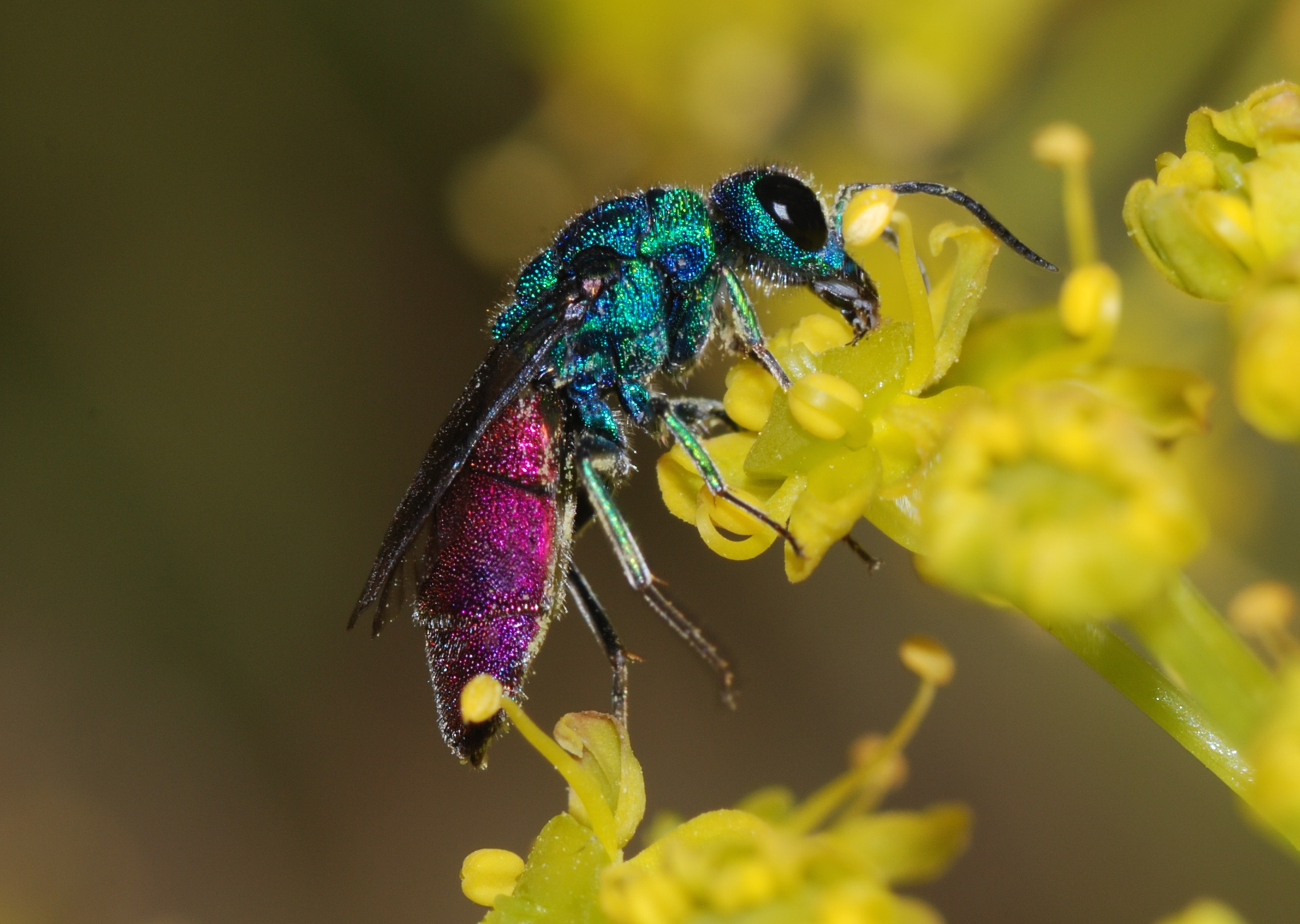
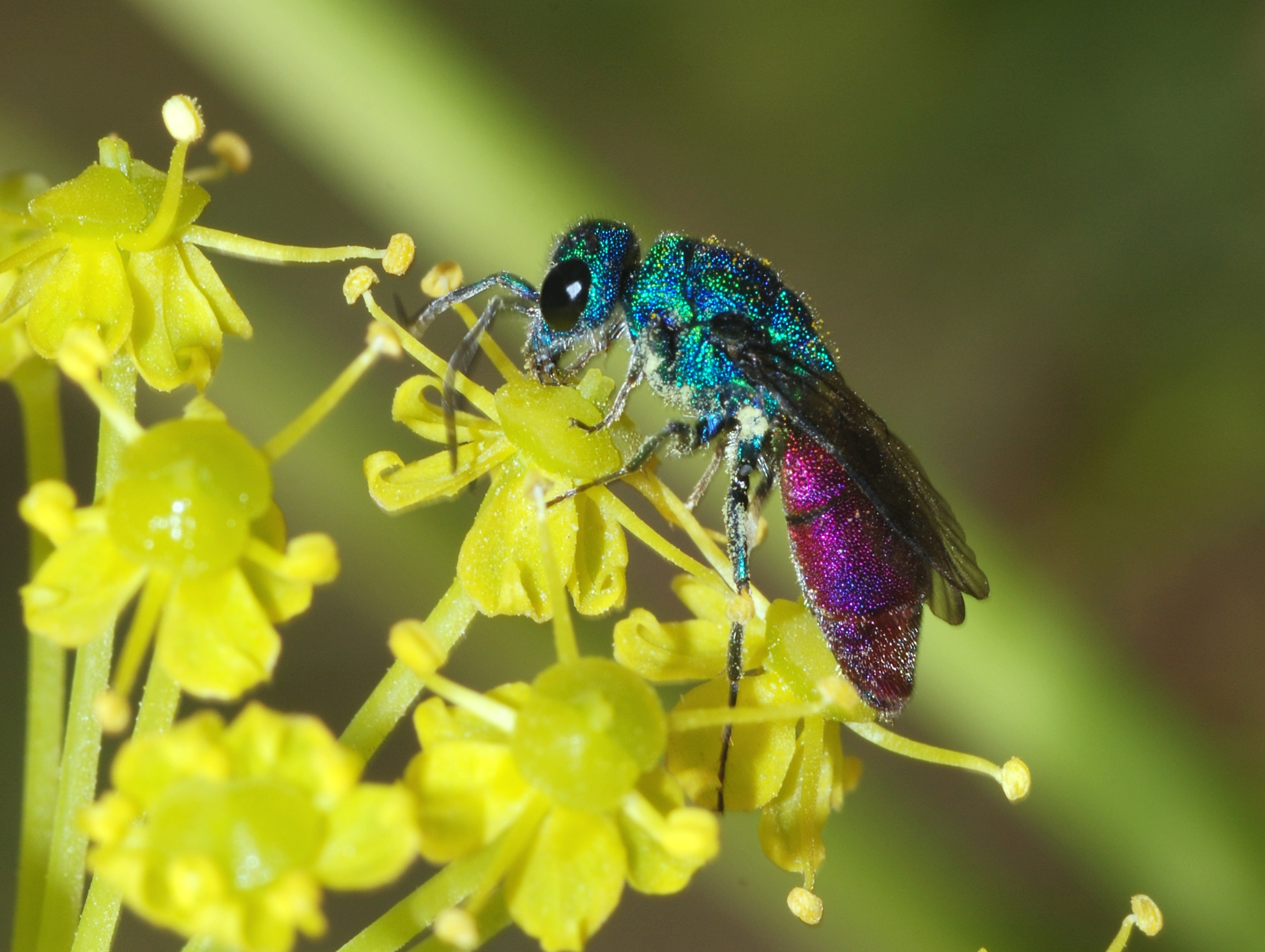
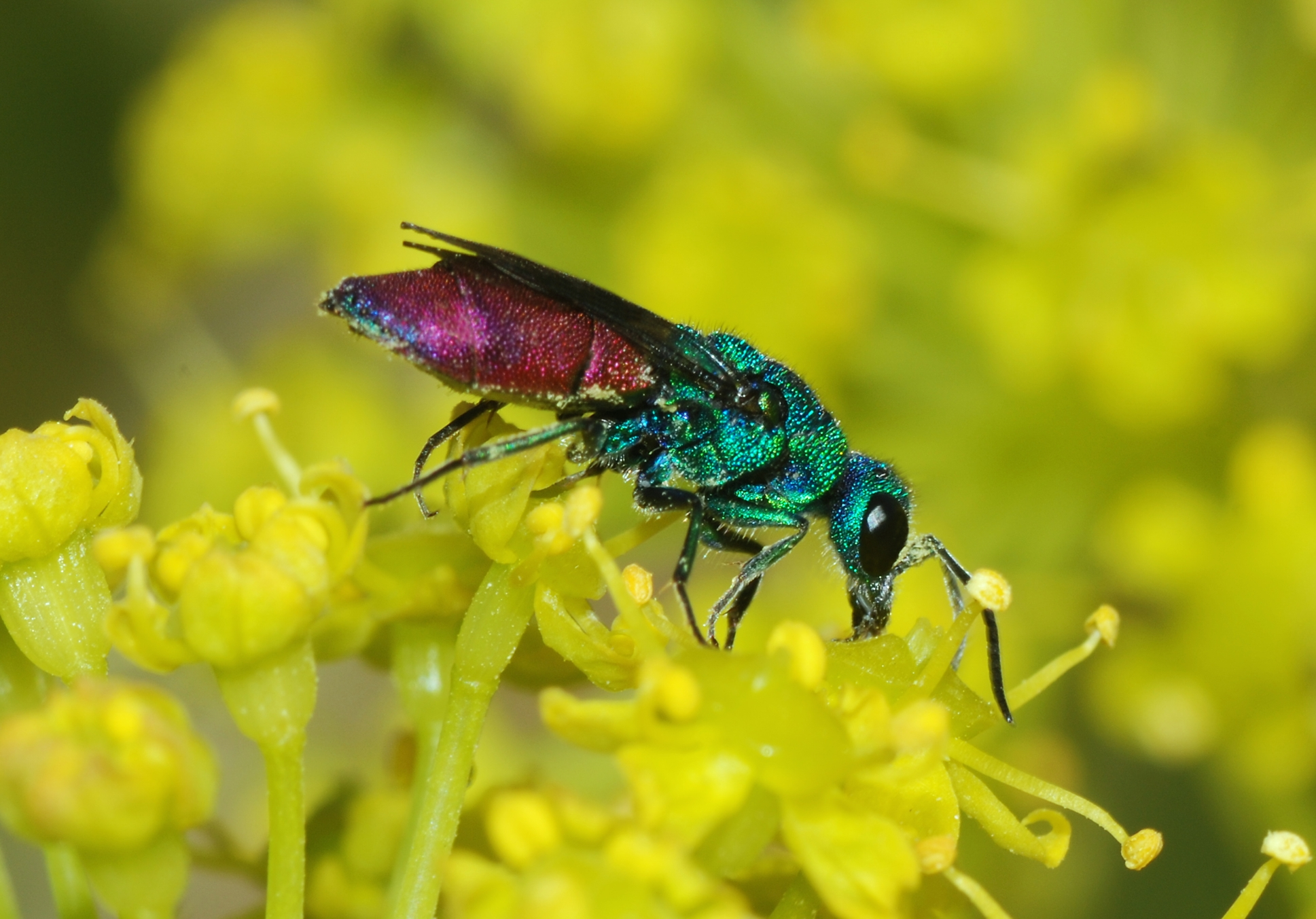
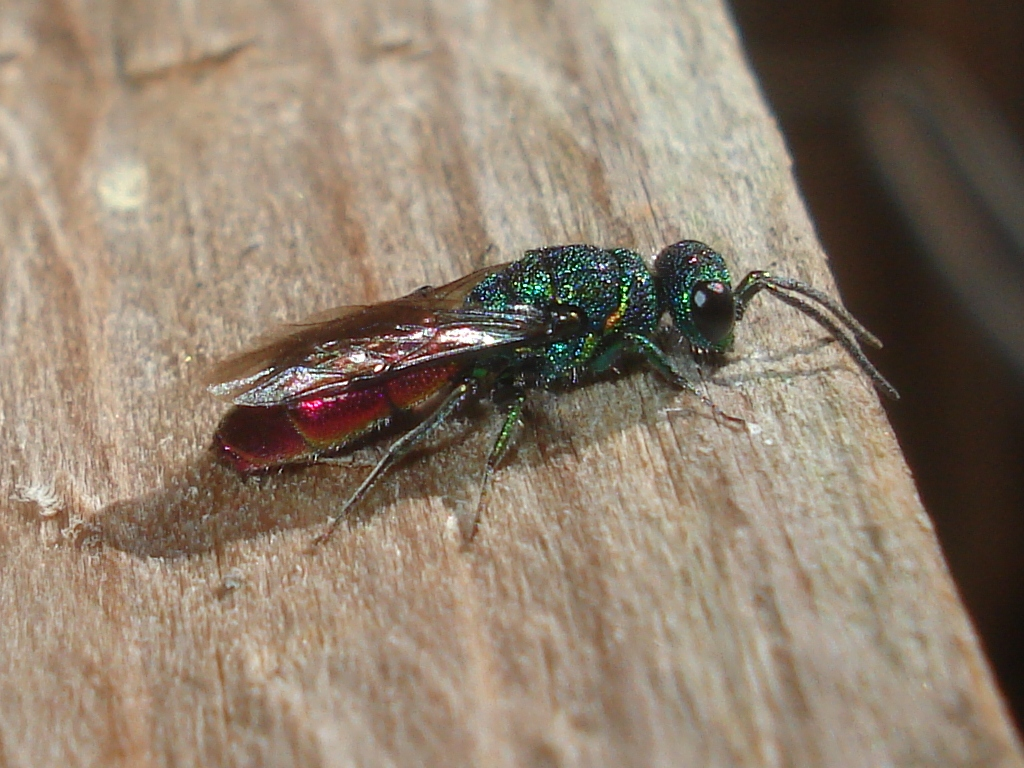
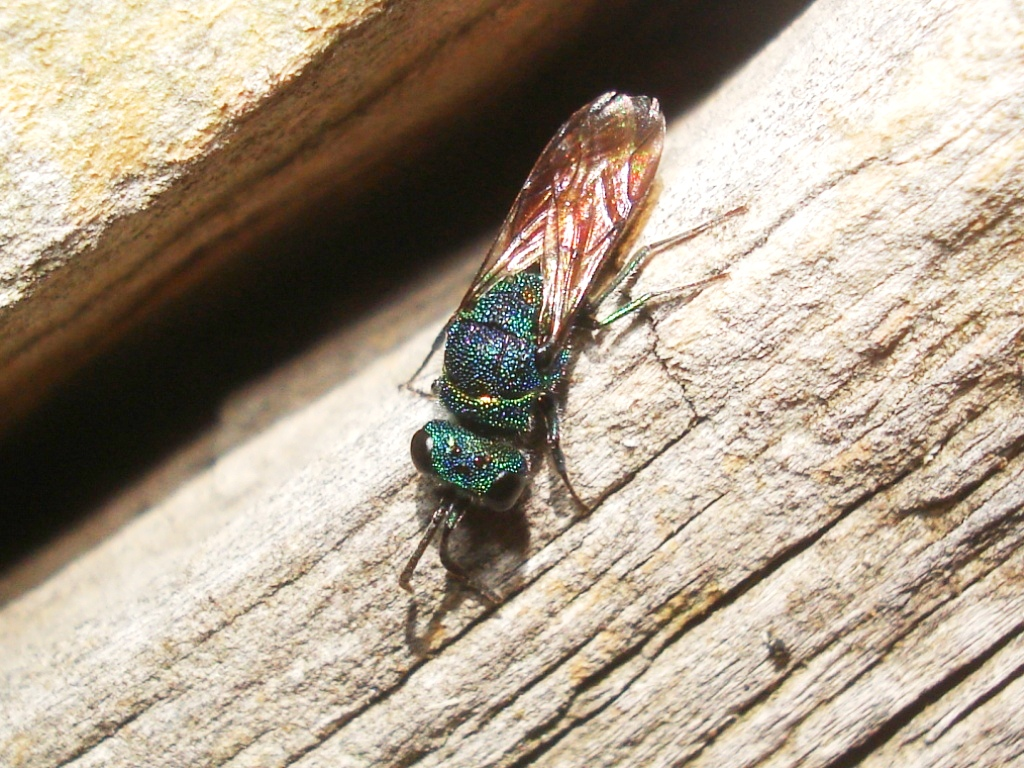